# Attachéväska R.W.

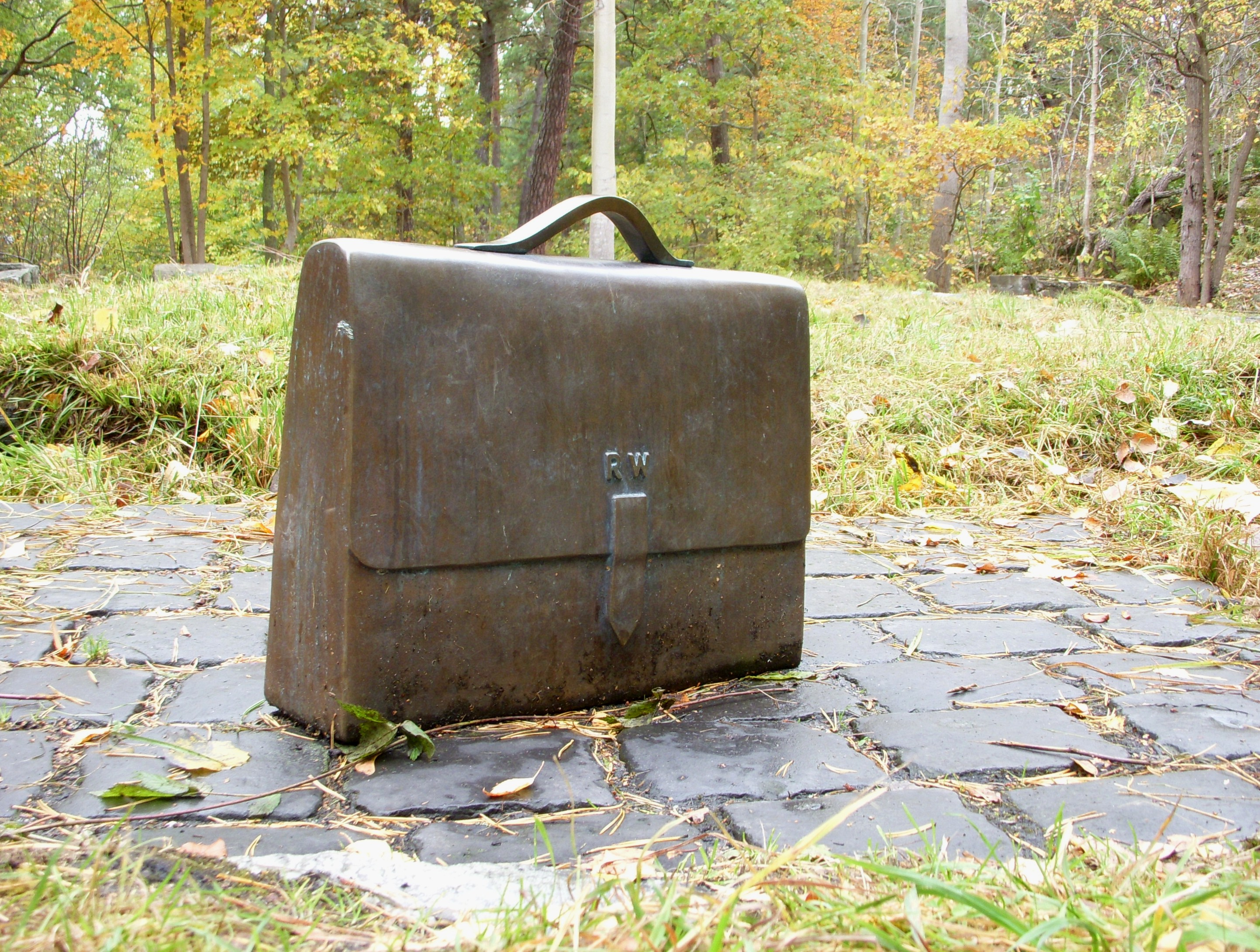
Attachéväska R.W i Kappsta naturreservat i Lidingö

Attachéväska R.W. är ett konstverk av Gustav och Ulla Kraitz som finns på flera platser i Europa och USA.

## Beskrivning
Attachéväska R.W. är en portfölj i brons av den typ som Raoul Wallenberg använde under sitt arbete som svensk diplomat 1944–1945 med att rädda judar från Förintelsen i Budapest i Ungern, försedd med monogrammet "R.W." Det finns som konstverk ensamt och i olika konstellationer i skulpturer av Gustav och Ulla Kraitz  i Sverige, Ungern och USA.
I juni 2014 installerades bronsportföljen på Erzsebettorget i Budapest i Ungern. Den ingår i konstverket Do not forget, som skänkts av svenska regeringen till den ungerska regeringen. Skulpturen består av en svängd bänk i diabas med portföljen ställd ovanpå. Bänken har en inskription på ungerska och på engelska: "The young diplomat Raoul Wallenberg worked in Budapest in 1944. He issued Swedish protective passports to Jews. Thousands of people were saved through his courage knowledge and creativity. Raoul Wallenberg was born in 1912. On 17 January 1945 he was abducted by the Sovjet Red Army. His fate remains unknown."

## Platser
- Raoul Wallenbergs födelsehem Kappsta i Lidingö
- Skissernas museums skulpturpark i Lund
- Utanför Arvfurstens palats i Stockholm
- I konstverket Do not forget på Erzsebettorget i Budapest i Ungern
- Hope, Raoul Wallenbergmonument vid FN:s huvudkontor (1998), diabas och brons, hörnet av Första avenyn och 47:e gatan i New York i USA
- Ångefärjeparken i Helsingborg

## Bilder

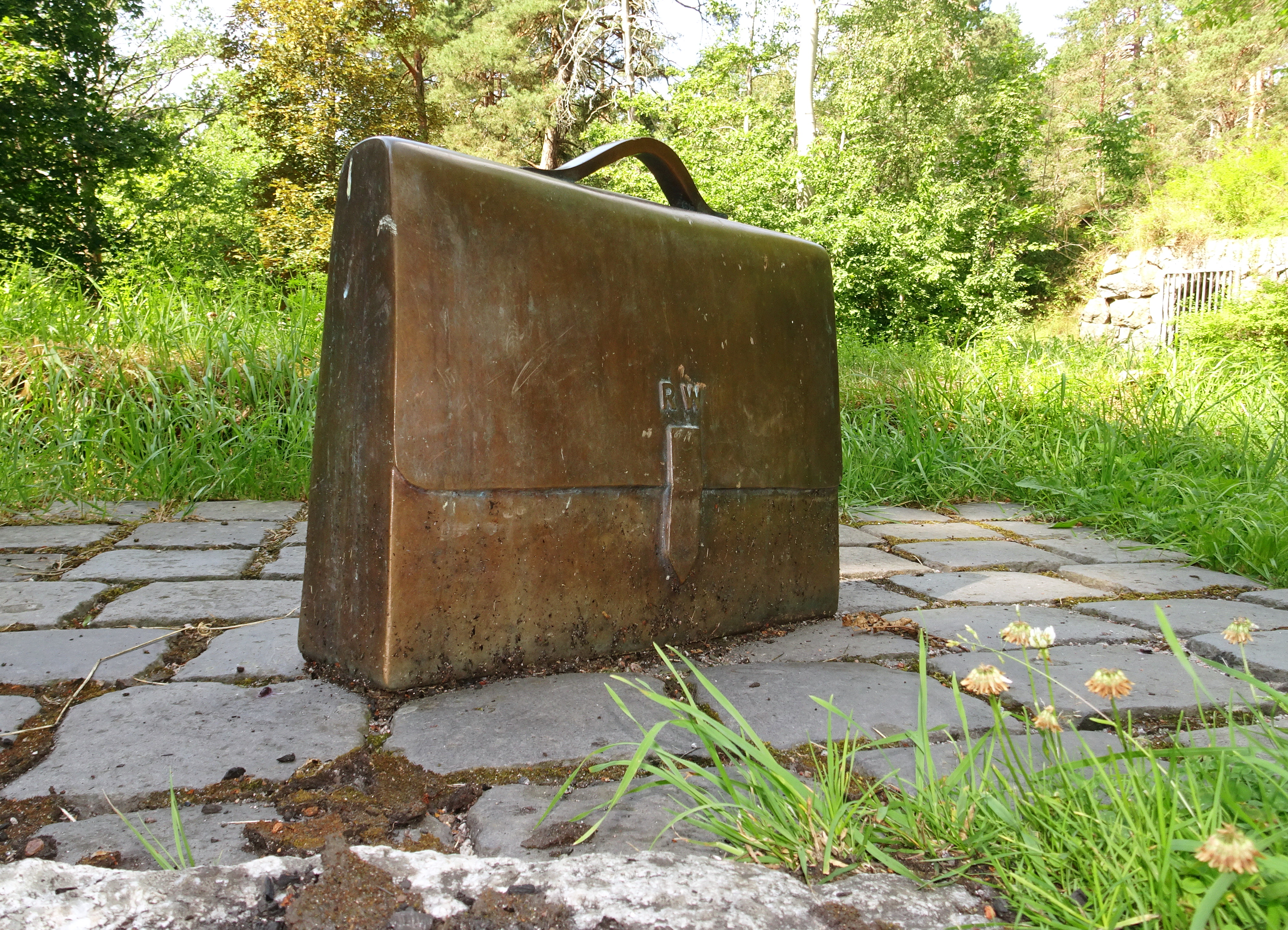
R.W. i Lidingö
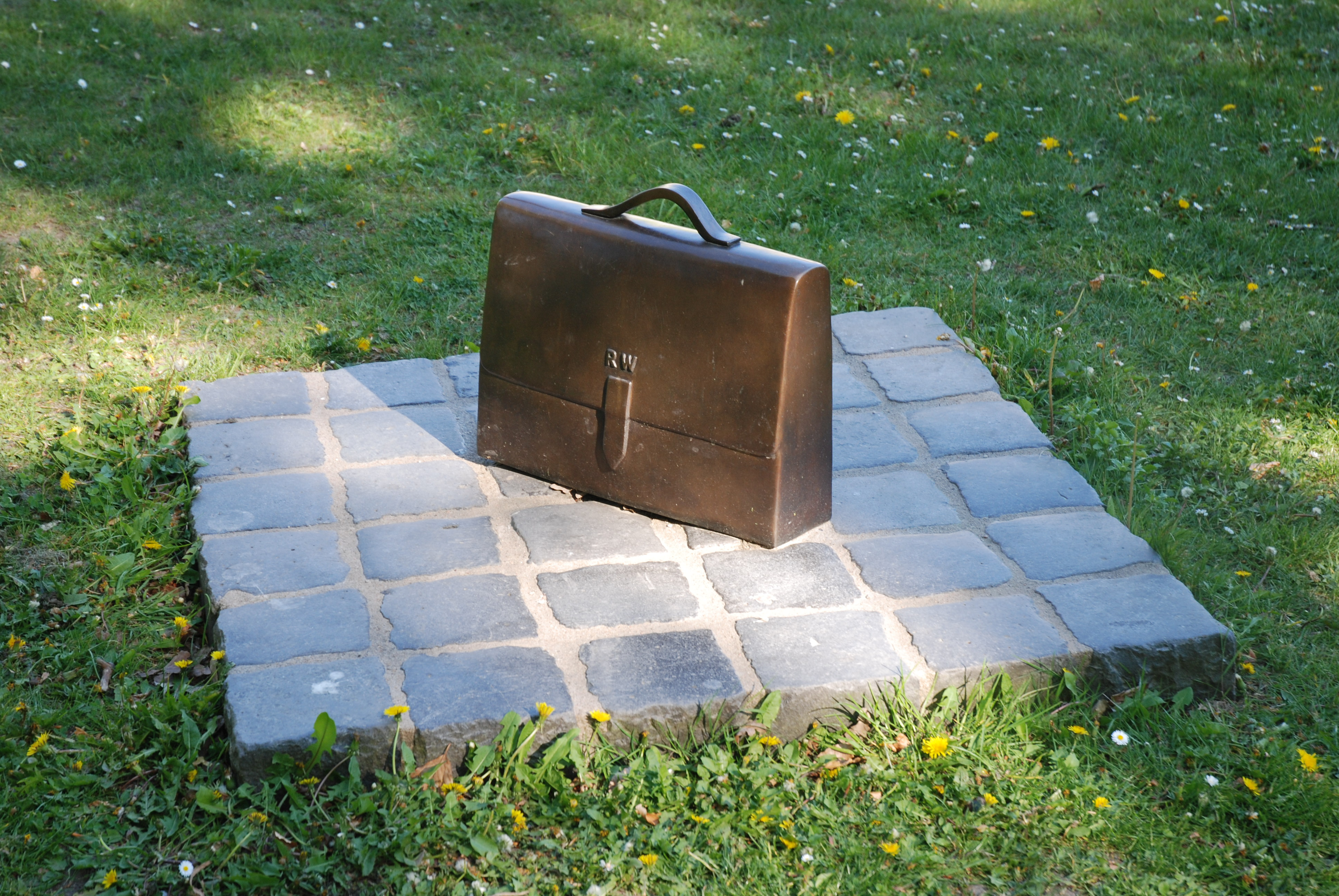
R.W. i Lund
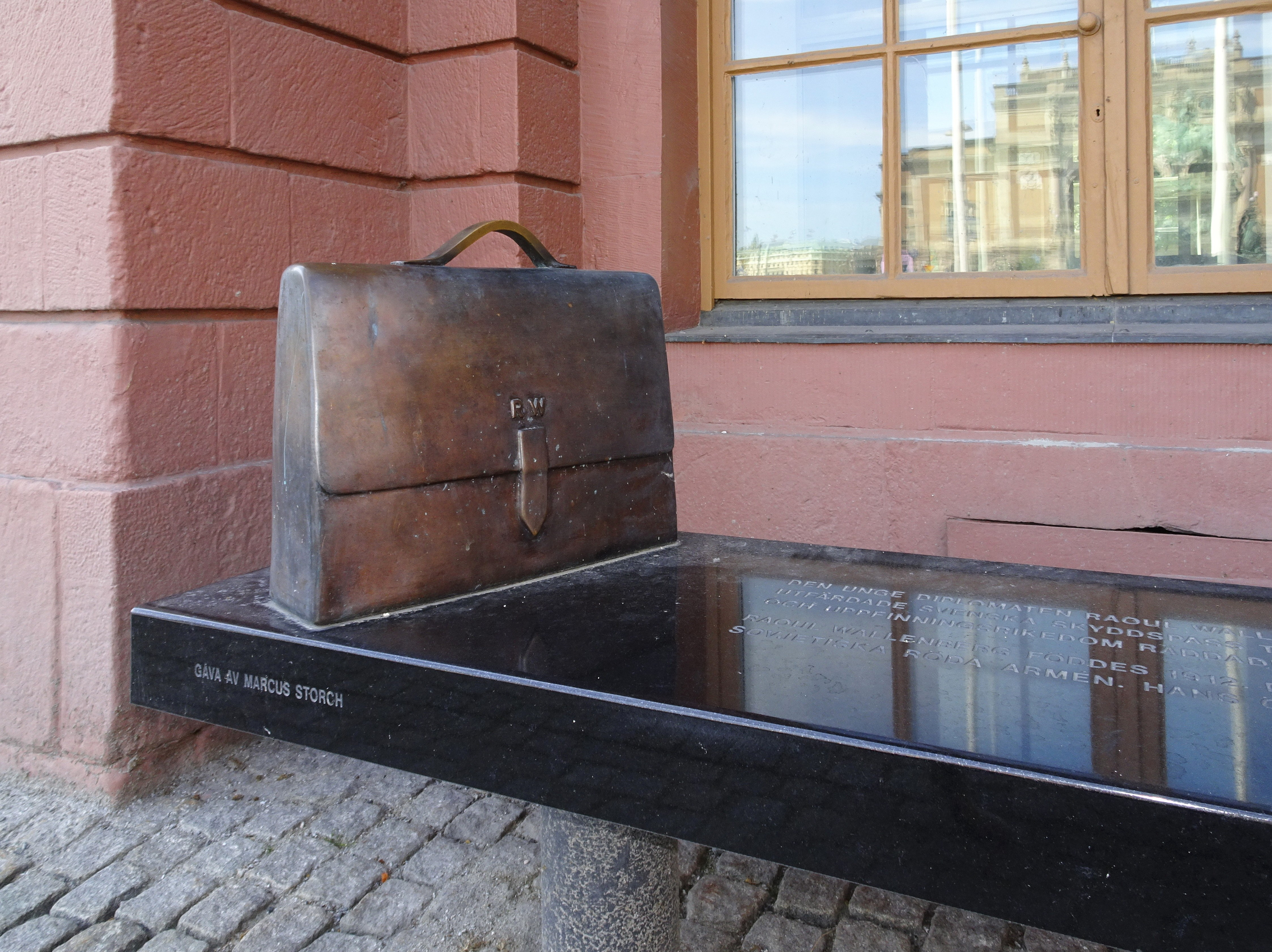
R.W. i Stockholm
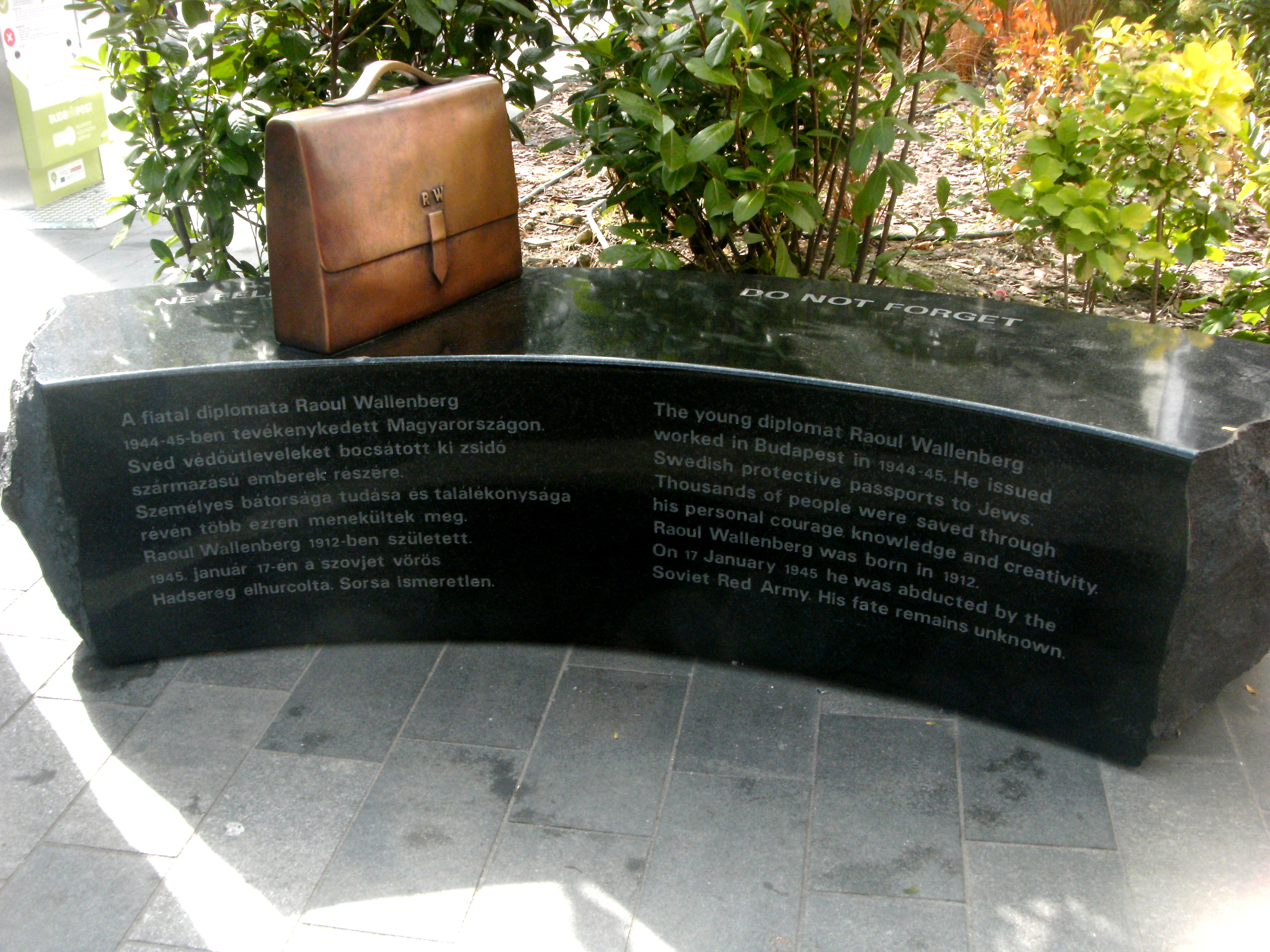
Do not forget i Budapest